# Eghegnavan
Eghegnavan ou Yeghegnavan (en arménien Եղեգնավան) est une communauté rurale du marz d'Ararat en Arménie. En 2008, elle compte 1 835 habitants.